# Músculo flexor largo del pulgar
El flexor  profundo/largo del pulgar es un músculo largo y aplanado que está situado en el antebrazo, en el mismo plano que el músculo flexor común profundo de los dedos de la mano, lateralmente a éste. Se extiende desde la tuberosidad del radio hasta la cara palmar de la falange distal del dedo pulgar.

## Origen e inserción
Su origen se sitúa por medio de fibras musculares en la cara anterior-medial del radio y regiones adyacentes de la membrana interósea. También en la cara lateral de la apófisis coronoides por medio de un fascículo delgado e inconstantemente unido a la cuerda oblicua. Recibe en ocasiones, en su borde inferior, un fascículo destacado del músculo flexor común superficial de los dedos de la mano o de la cara medial de la apófisis coronoides (Gantzer). Se inserta en la cara palmar de la falange distal del pulgar.
Los fascículos musculares descienden anteriormente al radio y al músculo pronador cuadrado y continúan por medio de un largo tendón que aparece muy superiormente en el borde medial del músculo. Este tendón situado inmediatamente lateralmente a los tendones del músculo flexor profundo de los dedos, atraviesa el conducto carpiano del cual ocupa la parte lateral hacia el dedo pulgar, entre las dos cabezas del músculo flexor corto del pulgar. Se fija en la cara anterior de la base de la falange distal del dedo pulgar.

## Acción
En la articulación de la muñeca realiza flexión y desviación radial, en la articulación en silla de montar del pulgar realiza el movimiento de oposición y en las articulaciones metacarpofalángica e interfalángica realiza flexión.

## Irrigación
Se irriga por medio de la arteria radial.

## Inervación
Es inervado por el nervio interóseo anterior, proveniente del nervio mediano (C8 - T1)